# Prasiolaceae
Prasiolaceae é uma família de algas verdes da ordem Prasiolales.

## Taxonomia
A família Prasiolaceae inclui os seguintes géneros:
- Desmococcus
- Diplosphaera
- Hormidium
- Prasiococcus
- Prasiola
- Prasiolopsis
- Rosenvingiella
- Schizogonium
- Stichococcus